# Texas Hill Country
O Texas Hill Country é uma região geográfica localizada no centro-sul do Texas, formando a parte sudeste do Planalto de Edwards. Devido à sua localização, clima, relevo e vegetação, essa região montanhosa pode ser considerada a fronteira entre o Sul e o Sudoeste dos Estados Unidos. A região representa uma zona rural bastante remota do Texas Central, mas também abriga bairros suburbanos em expansão e empreendimentos de aposentadoria voltados para populações de alta renda.
A área é notável por sua topografia cárstica e colinas altas e acidentadas compostas de calcário ou granito. Muitas dessas colinas alcançam entre 400–500 pés (120–150 m) acima das planícies e vales circundantes, com a Montanha Packsaddle elevando-se a 800 pés (240 m) acima do rio Llano em Kingsland. O Hill Country também inclui o Central Texas Uplift e o segundo maior domo de granito dos Estados Unidos, o Enchanted Rock. O relevo da região é caracterizado por uma fina camada de solo superficial e por grande presença de rochas e pedregulhos expostos, o que torna a área bastante seca e propensa a inundações repentinas. A vegetação nativa inclui diversas espécies de iúcas, cactos espinhosos, colheres-do-deserto e flores silvestres no Llano Uplift. As árvores predominantes são o zimbro de Ashe e o carvalho-vivo-do-Texas.
Limitado a leste pela Escarpa Balcones, o Hill Country se estende até as partes mais ao norte de San Antonio e as regiões mais a oeste do Condado de Travis, incluindo cidades como Austin e Lago Vista. Como resultado das nascentes que descarregam a água armazenada no Aquífero Edwards, diversas cidades, como Austin, San Marcos e New Braunfels, foram fundadas na base da Escarpa Balcones. Desde 2016, a economia da região tem sido uma das que mais crescem nos Estados Unidos.

## Geografia
Devido à sua topografia cárstica, a área possui diversas cavernas, como Inner Space Caverns, Natural Bridge Caverns, Bracken Cave, Longhorn Cavern State Park, Cascade Caverns, Caverns of Sonora e Cave Without a Name. As cavernas mais profundas da área formam vários aquíferos, que servem como fonte de água potável para seus moradores. A Wonder Cave em San Marcos foi formada por um terremoto ao longo da Falha de Balcones. De leste a oeste, o Texas Hill Country é onde termina o sul dos Estados Unidos e começa o sudoeste dos Estados Unidos.
Vários afluentes do Rio Colorado no Texas — incluindo os rios Llano e Pedernales, que cruzam a região de oeste para leste e se juntam ao Colorado enquanto ele corta a região para sudeste — drenam uma grande parte do Hill Country. Os rios Guadalupe, San Antonio, Frio, Medina e Nueces nascem no Hill Country.
Esta região é uma linha divisória para a ocorrência de certas espécies. Por exemplo, a palmeira-leque da Califórnia (Washingtonia filifera) é a única espécie de palmeira nativa dos Estados Unidos continentais a oeste da Falha de Balcones, no Hill Country.

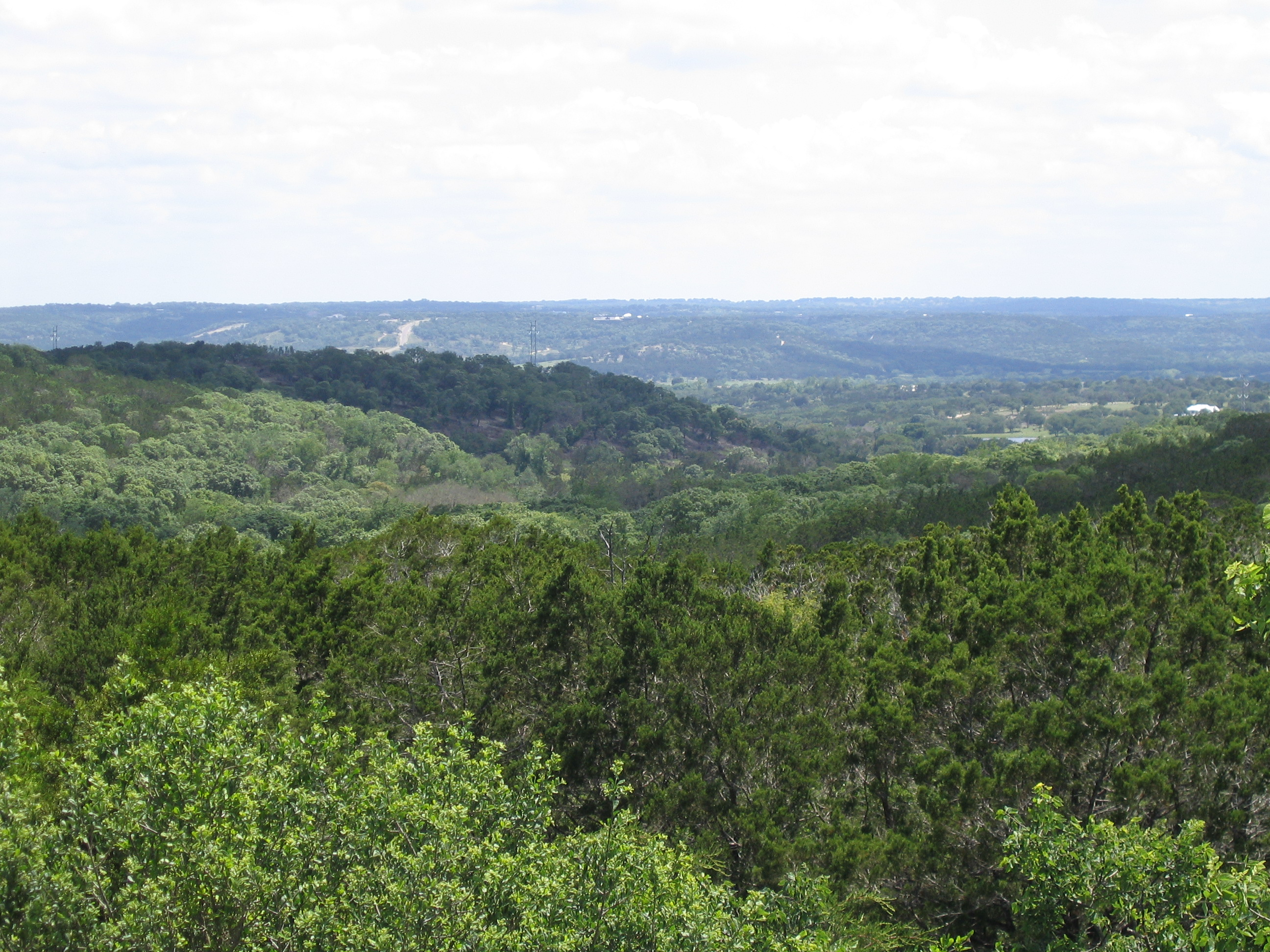
Visto perto da I-10
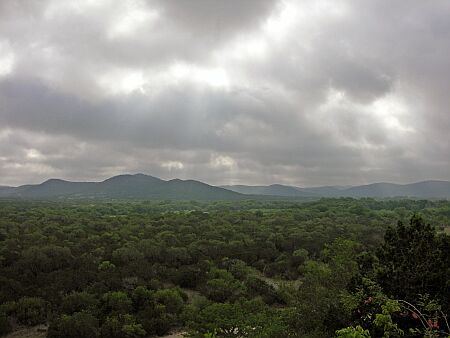
Vista do Texas Hill Country, do Parque Estadual Garner, localizado no Condado de Uvalde
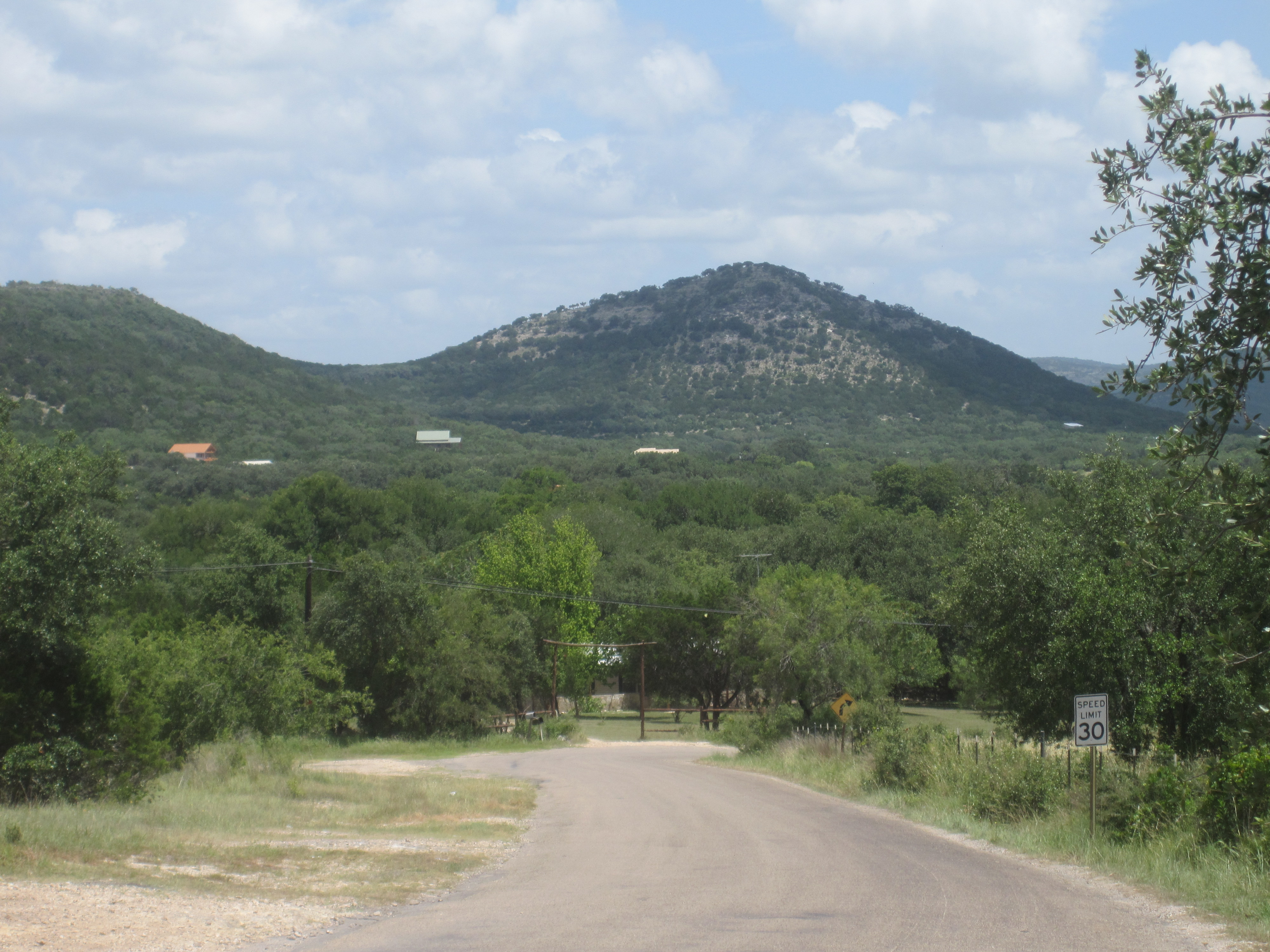
Outra cena perto do Parque Estadual Garner
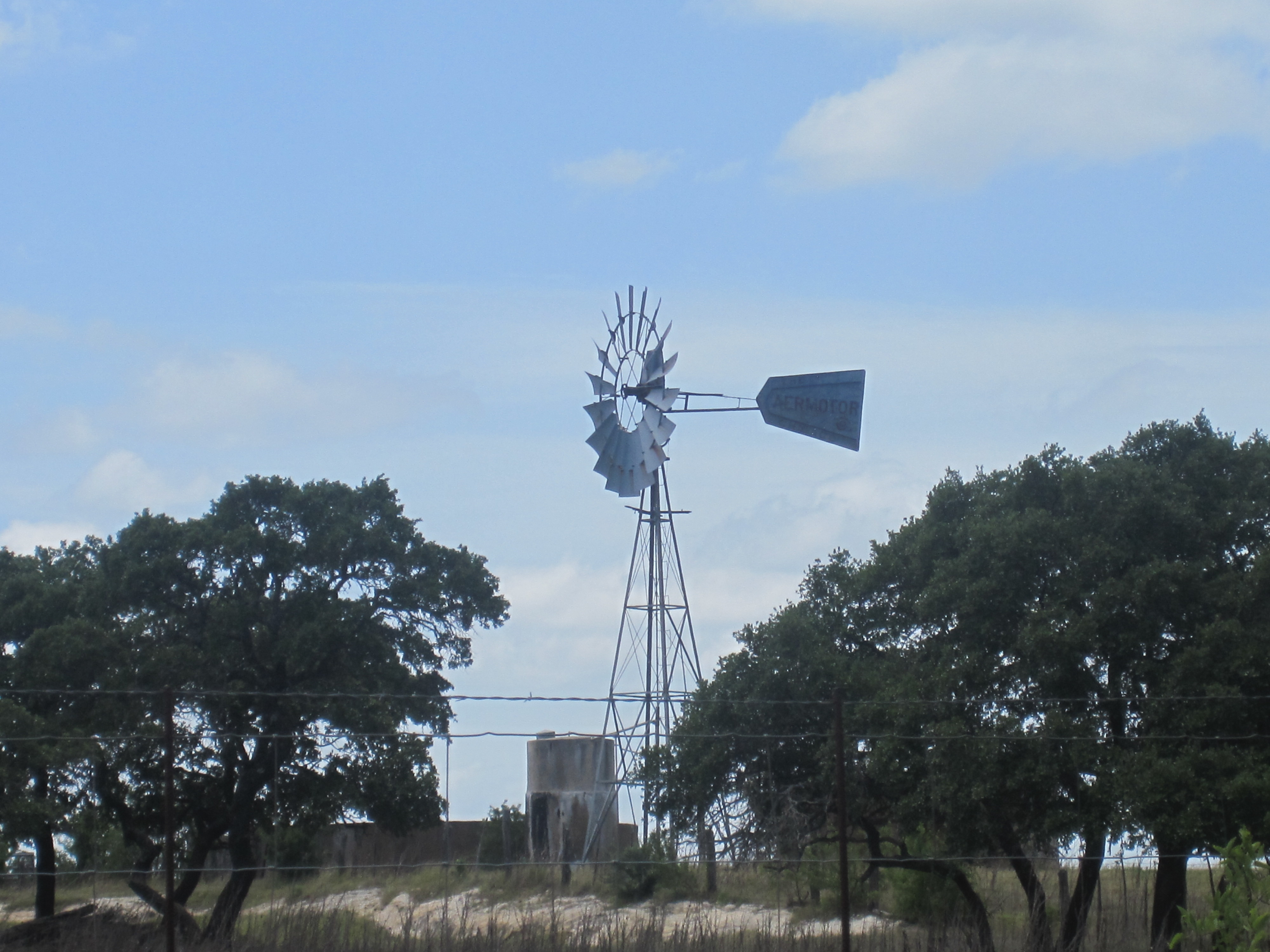
Moinho de vento no Hill Country
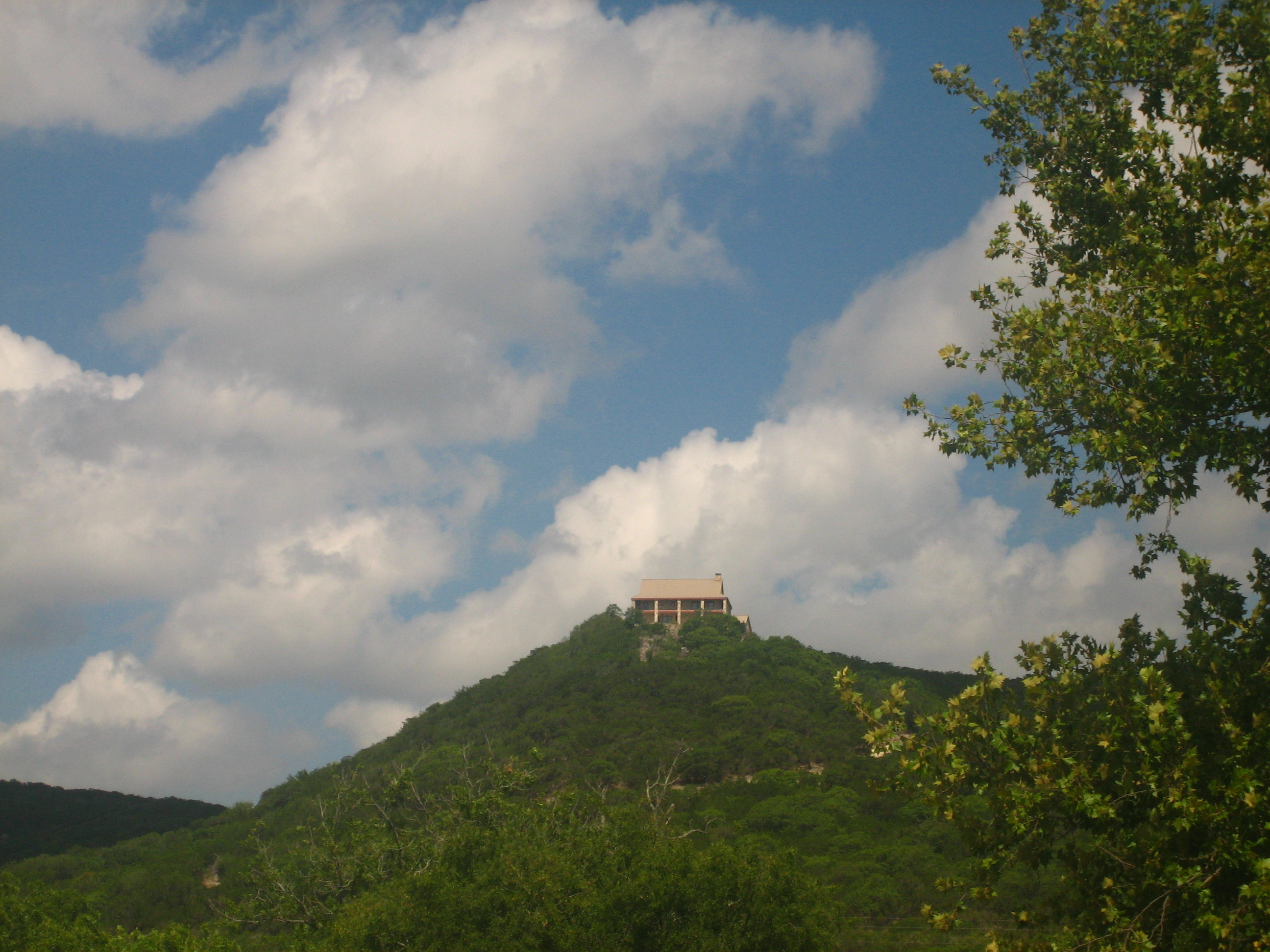
Casa no topo de uma colina no Texas Hill Country, ao norte de Bandera
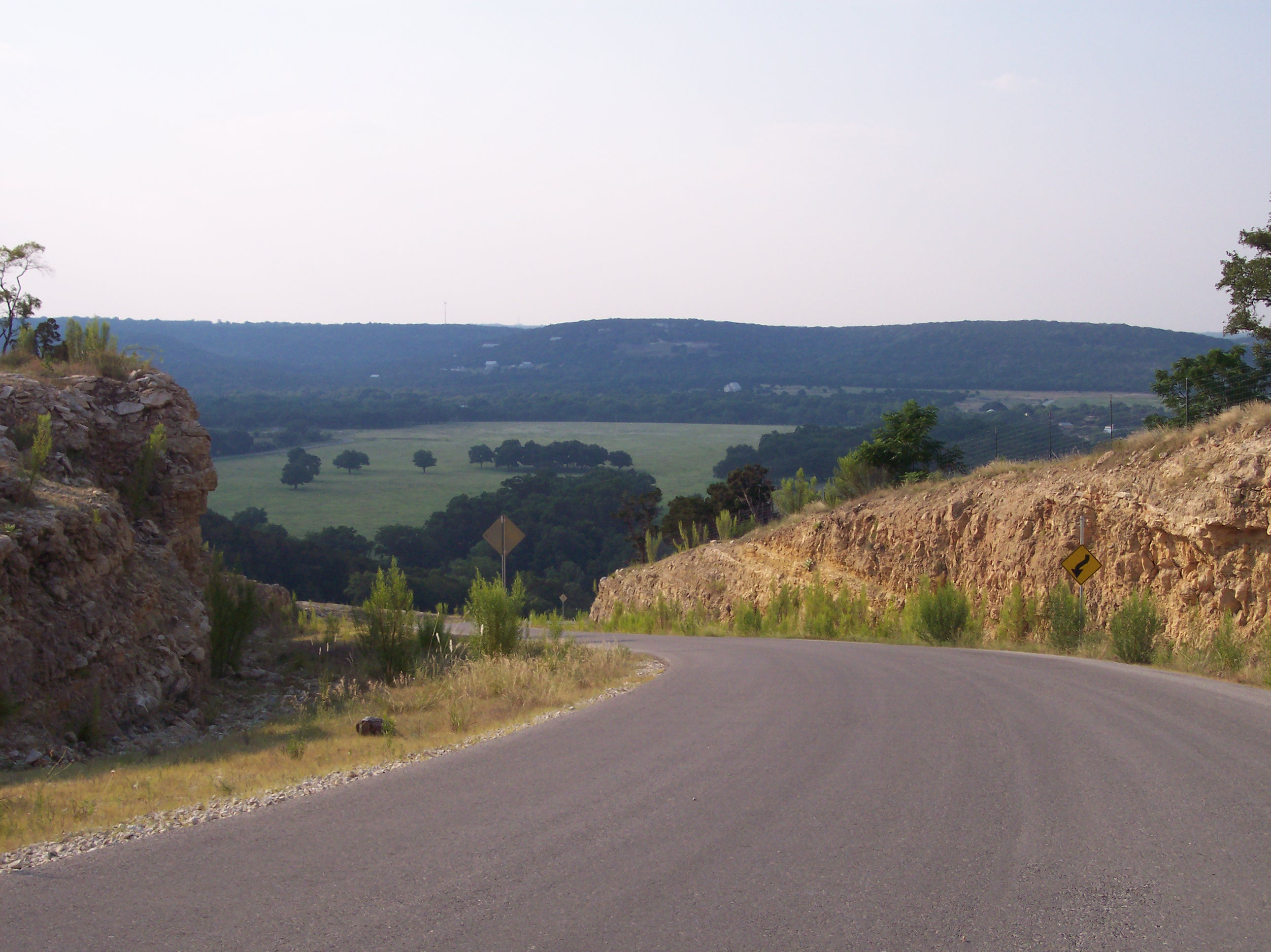
Uma vista do Texas Hill Country  a partir de uma estrada rural no Condado de Hays

## Cultura
A área experimenta uma fusão de influências inglesas, espanholas e alemãs na comida, cerveja, arquitetura e música que formam uma cultura distintamente texana separada das influências do sul e sudoeste do estado. Por exemplo, o acordeão foi popularizado na música tejano no século XIX devido à exposição cultural aos colonos alemães.
Devil's Backbone é um trecho elevado e sinuoso da Ranch to Market Road 12 entre San Marcos e Wimberley, depois da Ranch to Market Road 32, continuando até Blanco. Há muito tempo é objeto de histórias de fantasmas. O folclore sobre o assunto apareceu em um episódio de 1996 da série antológica Unsolved Mysteries, da NBC, de Robert Stack, apresentando monges espanhóis fantasmagóricos, tribos Comanche e Apache Lipan, soldados confederados em seus cavalos e o espírito de um lobo.
A região emergiu como o centro da indústria vinícola do Texas.[carece de fontes?] Três áreas vitícolas americanas estão na área: Texas Hill Country AVA, Fredericksburg na Texas Hill Country AVA e Bell Mountain AVA.

## Condados
De acordo com o Departamento de Parques e Vida Selvagem do Texas, esses 26 condados estão incluídos no Distrito de Vida Selvagem de Hill Country:
- Bandera
- Bell
- Blanco
- Burnet
- Comal
- Coryell
- Crockett
- Edwards
- Gillespie
- Hamilton
- Hays
- Kendall
- Kerr
- Kimble
- Lampasas
- Llano
- Mason
- McCulloch
- Menard
- Real
- San Saba
- Schleicher
- Sutton
- Travis
- Val Verde
- Williamson